# أزمة أهلية البرلمان الأسترالي 2017
أزمة أهلية البرلمان الأسترالي في عام 2017 تم التشكيك في أهلية عدد من البرلمانيين الأستراليين الذين يحملون جنسية مزدوجة فعلية كانت أو محتملة ليكونوا أعضاء في برلمان أستراليا، وهو ما يمثل حدثًا سياسيًا يشار إليه على نحو مختلف بأنه أزمة دستورية، أو أزمة مواطنة. نشأت الأزمة من المادة 44 من دستور أستراليا، والتي تتضمن قسمًا يحظر الولاء لأي سلطة أجنبية لأي عضو في مجلس برلمان أستراليا. لذلك رأت المحكمة العليا في أستراليا أن أي شخص يحمل جنسية مزدوجة غير مؤهل للدخول في انتخابات البرلمان الأسترالي.
أحيلت سبع قضايا لمجموعة من السياسيين شُك بحصولهم على جنسية مزدوجة عند انتخابهم البرلماني إلى المحكمة العليا في أستراليا. استقال عضوي مجلس الشيوخ سكوت لودلام ولاريسا ووترز النائبان عن حزب الخضر الأسترالي طواعية من مقاعدهما، وأحال البرلمان قضاياهم إلى المحكمة العليا في أوائل شهر أغسطس، إلى جانب قضيتي نائب رئيس الوزراء بارنابي جويس والسيناتور مات كانافان، وكلاهما كانا من وزراء الحزب الوطني في حكومة تورنبول في ذلك الوقت، وكذلك عضو مجلس الشيوخ مالكولم روبرتس عضو حزب الأمة الواحدة. أحال مجلس الشيوخ في 4 سبتمبر قضايتي نائب رئيس مجلس الشيوخ فيونا ناش، وزعيم حزبه السيناتور نيك زينوفون، وبينما استقال كانافان من مجلس الوزراء، بقي جويس وناش في مجلس الوزراء بدعم من رئيس الوزراء مالكولم تورنبول. سُمي السياسيون السبعة في وسائل الإعلام بـ «المواطنون السبعة».
وبدأت جلسة الاستماع في المحكمة العليا في 24 أغسطس بشأن قضايا جويس وكنافان وروبرتس ولودلام ووترز. طلبت الحكومة أن تنظر المحكمة في هذه القضايا كاملةً في أوائل شهر سبتمبر، لكن المحكمة قررت أن تتم جلسات الاستماع داخل أروقتها خلال ثلاثة أيام ابتداءً من 10 أكتوبر. اختتمت قاضية المحكمة سوزان كيفل جلسة الاستماع دون صدور قرار من المحكمة بشكل فوري.
أصدرت المحكمة قرارها في كانبيرا في 27 أكتوبر 2017، وحكمت بالإجماع أن النواب الخمسة جويس ولودلام وناش وروبرتس ووترز لم يكونوا مؤهلين لدخول الانتخاب، في حين أن النائبان كانافان وكينوفون مؤهلين لخوض الانتخابات.

## خلفية
لا يتطلب الدستور الأسترالي من أعضاء البرلمان أن يحملوا الجنسية الأسترالية، على الرغم من أن المادة 42 تقتضي من جميع الأعضاء أن يقسموا الولاء للملكة قبل أخذ مقعدهم. علاوة على ذلك، يتطلب قانون الكمنولث الانتخابي لعام 1918 من مرشحي البرلمان أن يكونوا مواطنين أستراليين.
يجب ألا يدين أعضاء البرلمان بالولاء لأي بلد آخر، بما في ذلك اكتساب الجنسية من أي دولة أجنبية. تنص المادة 44 من الدستور الأسترالي على ما يلي:
| أزمة أهلية البرلمان الأسترالي 2017 | 44. وأي شخص- (i) بموجب أي اعتراف بالولاء أو الطاعة أو التقيد بقوة أجنبية، أو يكون موضوعًا أو مواطنًا أو يحق له الحصول على حقوق أو امتيازات شخص أو مواطن من قوة أجنبية ... لا يجوز اختيارهم أو الجلوس في مجلس الشيوخ أو عضوًا في مجلس النواب. | أزمة أهلية البرلمان الأسترالي 2017 |

## حكم المحكمة العليا
في 27 أكتوبر 2017 قضت المحكمة العليا الأسترالية بعدم أهلية كل من نائب رئيس الوزراء الأسترالي بارنابي جويس، وأربعة سياسيين آخرين وهم: أعضاء في مجلس الشيوخ فيونا ناش ومالكوم روبرتس ولاريسا واترز وسكوت لودام لتولي مناصب عامة بسبب ازدواجية الجنسية، في حين أثبتت المحكمة أهلية النائبين كانافان وزينوفون، وبأحقيتهما لدخول الانتخابات البرلمانية. وجاء في حكم المحكمة: 